# Victor Osimhen
Victor James Osimhen (Lagos, 1998. december 29. –) nigériai válogatott labdarúgó, csatár, a Galatasaray játékosa.

## Pályafutása

### Klubcsapatokban
Szülővárosában, az Ultimate Strikers Academy nevű labdarúgó akadémián kezdte pályafutását. 2016 januárjában előszerződést írt alá a német élvonalban szereplő VfL Wolfsburg, majd egy évvel később csatlakozott a klubhoz.

#### Wolfsburg
2017. január 5-én három és fél évre szóló szerződést írt alá a Wolfsburggal. Érkezését követően sérülést szenvedett, így csak május 13-án, a Borussia Mönchengladbach ellen mutatkozhatott be új csapatában. A Wolfsburg a szezon végén csak az Eintracht Braunschweig elleni osztályozós párharc során vívta ki bennmaradását a Bundesligában. Osimhen mindkét mérkőzésen csereként lépett pályára.
A 2017–18-as szezon első felében 17 bajnokira nevezték, ezek közül öt mérkőzésen kapott játéklehetőséget. 2018. január 28-án, a Hannover ellen 1–0-ra megnyert találkozón először kapott helyet a kezdőcsapatban és végig is játszotta a mérkőzést. A Wolfsburg ebben a szezonban is osztályozóra kényszerült, ezúttal a Holstein Kiel csapatát múlták felül az élvonalban maradásért. Osimhen sérülés miatt egyik mérkőzésen sem lépett pályára, az idény során összesen 10 bajnokin kapott lehetőséget, május 2-án pedig vállműtéten esett át.

#### Charleroi
2018 nyarán több belga élvonalbeli kubbal, így a Zulte-Waregemmel és a Club Brugge-zsel is tárgyalásokat folytatott, de egyik csapat sem szerződtette, főként fizikai állapota miatt, amelyet malériás megbetegedése okozott. Végül 2018. augusztus 22-én a Charleroi-hoz került egy évre kölcsönbe. A belga csapat az első három bajnokiján három gólt szerző és a Club Brugge-höz távozó Kaveh Rezaei pótlására szerződtette. Szeptember 1-jén, a Mouscron elleni bajnokin mutatkozott be a csapatban tétmérkőzésen. Első bajnoki gólját szeptember 22-én, a Waasland-Beveren ellen szerezte. Az ezt követő időszakban alapembere lett a csapatnak és a szezon első felében tizenhat bajnokin nyolc gólt szerzett, ezzel pedig a Charleroi második legeredményesebb játékosa volt.
A 2018–19-es szezonban összességében huszonöt bajnokin tizenkétszer, minden tétmérkőzést figyelembe véve 36 mérkőzésen húszszor volt eredményes, a belga klub pedig élt vásárlási opciójával és végleg megszerezte játékjogát a Wolfsburgtól.

#### Lille
2019 júliusában a francia Lille játékosa lett. 2019. augusztus 11-én, egy Nantes elleni bajnokin mutatkozott be a Ligue 1-ben. 2019. szeptemberében a hónap játékosának választották a bajnokságban, miután öt mérkőzésen két gólt szerzett és ugyanennyi gólpasszt adott. 2019. október 2-án a Bajnokok Ligájában is megszerezte első gólját, a Chelsea ellen 2–1-re elveszített találkozón volt eredményes.
A szezon során huszonöt bajnokin lépett pályára, tizenkét szerzett góljával pedig a liga harmadik legeredményesebb játékosaként zárta a 2019–20-as idényt.

#### Napoli
2020. július 31-én az olasz élvonalban szereplő SSC Napoli 50 millió euróért cserébe szerződtette a Lille-től.

### Galatasaray
A 2024–2025-ös szezont megelőző átigazolási időszakban a szaúdi El-Áhlí, a Chelsea és a Paris Saint-Germain szerződtette volna Osimhent. A nemzetközi sportsajtó augusztus 30-án arról számolt be, hogy a nigériai csatár megegyezett a szaúdiakkal, de az átigazolás végül meghiúsult, mert a Napoli az utolsó pillanatban megváltoztatta a játékosért kért összeg nagyságát, az El-Áhli pedig elállt az üzlettől és inkább az angol Ivan Toney-t szerződtette. Osimhen a Chelsea-vel a fizetéséről nem tudott megegyezni, így ez a szerződés is meghiúsult, viszont ezzel egy időben kijelentette, hogy nem kíván többé a Napoli mezében pályára lépni. Válaszul az olasz csapat kitette a keretéből és leigazolta Romelu Lukakut, aki megkapta Osimhen mezszámát is.
Augusztus 3-án a Galatasaray vette kölcsön a 2024–2025-ös szezon végéig.
2025. július 31-én 4 éves szerződést írt alá a török klubbal, amely 75 millió euróért szerződtette, amivel a török futballtörténelem legdrágább igazolt játékosa lett.

### A válogatottban
Részt vett a 2015-ös U17-es labdarúgó-világbajnokságon, ahol Nigéria aranyérmet szerzett. Tíz góljával Osimhen lett a torna gólkirálya és őt választották meg az ezüstlabdásnak is. Főként az itt mutatott teljesítményének köszönhetően az Afrikai Labdarúgó-szövetség szavazásán őt választották az év legjobb utánpótláskorú labdarúgójának a kontinensen.
A nigériai felnőtt válogatottban 2017. június 1-jén, egy Togo elleni mérkőzésen lépett pályára először.
Bekerült a 2019-es afrikai nemzetek kupájára nevezett nigériai keretbe is, de a tornán összesen háromnegyed órát játszott, amikor a bronzéremért rendezett, és azt Tunézia ellen 1–0-ra megnyert mérkőzésen a megsérülő Odion Ighalót váltotta a félidőben.

## Statisztika

### Klubcsapatokban
2025. május 30-án frissítve.
| Klub                     | Szezon           | Bajnokság        | Bajnokság | Bajnokság | Kupa  | Kupa | Ligakupa | Ligakupa | Nemzetközi | Nemzetközi | Egyéb | Egyéb | Összesen | Összesen |
| Klub                     | Szezon           | Bajnokság        | Mérk.     | Gól       | Mérk. | Gól  | Mérk.    | Gól      | Mérk.      | Gól        | Mérk. | Gól   | Mérk.    | Gól      |
| ------------------------ | ---------------- | ---------------- | --------- | --------- | ----- | ---- | -------- | -------- | ---------- | ---------- | ----- | ----- | -------- | -------- |
| VfL Wolfsburg            | 2016–17          | Bundesliga       | 2         | 0         | 0     | 0    | —        | —        | —          | —          | 1     | 0     | 3        | 0        |
| VfL Wolfsburg            | 2017–18          | Bundesliga       | 12        | 0         | 1     | 0    | —        | —        | —          | —          | —     | —     | 13       | 0        |
| VfL Wolfsburg            | Összesen         | Összesen         | 14        | 0         | 1     | 0    | —        | —        | —          | —          | 1     | 0     | 16       | 0        |
| Charleroi                | 2018–19          | Pro League       | 25        | 12        | 2     | 1    | —        | —        | —          | —          | 9     | 7     | 36       | 20       |
| Charleroi                | Összesen         | Összesen         | 25        | 12        | 2     | 1    | —        | —        | —          | —          | 9     | 7     | 36       | 20       |
| Lille                    | 2019–20          | Ligue 1          | 27        | 13        | 3     | 1    | 3        | 2        | 5          | 2          | —     | —     | 38       | 18       |
| Lille                    | Összesen         | Összesen         | 27        | 13        | 3     | 1    | 3        | 2        | 5          | 2          | —     | —     | 38       | 28       |
| Napoli                   | 2020–21          | Serie A          | 24        | 10        | 3     | 0    | —        | —        | 3          | 0          | 0     | 0     | 30       | 10       |
| Napoli                   | 2021–22          | Serie A          | 27        | 14        | 0     | 0    | —        | —        | 5          | 4          | —     | —     | 32       | 18       |
| Napoli                   | 2022–23          | Serie A          | 32        | 26        | 1     | 0    | —        | —        | 6          | 5          | —     | —     | 39       | 31       |
| Napoli                   | 2023–24          | Serie A          | 25        | 15        | 1     | 0    | —        | —        | 6          | 2          | 0     | 0     | 32       | 17       |
| Napoli                   | Összesen         | Összesen         | 108       | 65        | 5     | 0    | —        | —        | 20         | 11         | 0     | 0     | 133      | 76       |
| Galatasaray (kölcsönben) | 2024–25          | Süper Lig        | 30        | 26        | 4     | 5    | —        | —        | 7          | 6          | —     | —     | 41       | 37       |
| Galatasaray              | 2025–26          | Süper Lig        | 0         | 0         | 0     | 0    | —        | —        | 0          | 0          | —     | —     | 0        | 0        |
| Galatasaray              | Összesen         | Összesen         | 30        | 26        | 4     | 5    | —        | —        | 7          | 6          | —     | —     | 41       | 37       |
| Karrier összesen         | Karrier összesen | Karrier összesen | 204       | 113       | 16    | 7    | 3        | 2        | 32         | 19         | 10    | 7     | 265      | 151      |

### A válogatottban
2025. március 25-én frissítve.
| Nemzet  | Év       | Mérkőzés | Gól |
| ------- | -------- | -------- | --- |
| Nigéria | 2017     | 1        | 0   |
| Nigéria | 2018     | 1        | 0   |
| Nigéria | 2019     | 7        | 4   |
| Nigéria | 2020     | 1        | 1   |
| Nigéria | 2021     | 8        | 5   |
| Nigéria | 2022     | 4        | 5   |
| Nigéria | 2023     | 5        | 5   |
| Nigéria | 2024     | 11       | 3   |
| Nigéria | 2025     | 2        | 3   |
| Nigéria | Összesen | 40       | 26  |

## Sikerei, díjai

### A válogatottban
Nigéria U17
- U17-es világbajnok: 2015

### Egyéni
- A 2015-ös U17-es világbajnokság gólkirálya (10 gól)
- A 2015-ös U17-es világbajnokság ezüstlabdása
- Az év legjobb utánpótláskorú afrikai labdarúgója az Afrikai Labdarúgó-szövetség szavazásán: 2015
- A hónap játékosa a francia élvonalban: 2019 szeptembere[39]
- Marc-Vivien Foé-díj: 2020[40]
- Az év afrikai labdarúgója: 2023[41]